# Pacaxe
Pacaxe, nestalo indijansko pleme iz Sinaloe kod današnjeg Culiacána, Meksiko na rijekama Humaya i Cariatapa. Pleme je u vrijeme Coronadovog putovanja živjelo u susjedstvu Tahue i Tebaca Indijanaca. bavili su se ratarstvom. Opisani su kao ljudožderi i obožavatelji obojenih kamenih skulptura. Bili su mnogoženci, osobito sororalna poliginija. Jezično su pripadali porodici Juto-astečki (jezična porodica), užoj grupi Taracahitian. 